# 萊尼奧內山

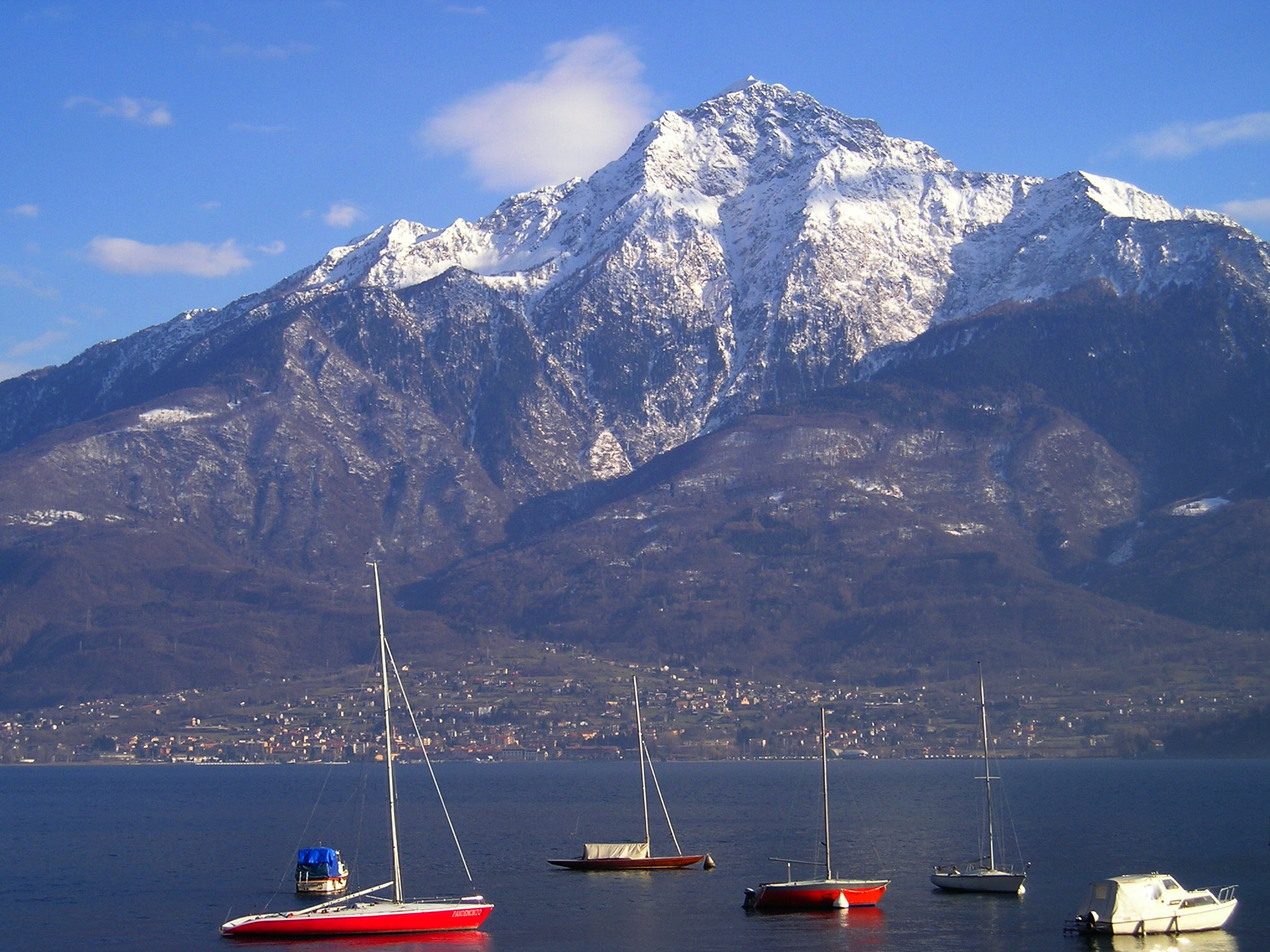

46°5′N 9°24′E / 46.083°N 9.400°E
萊尼奧內山（義大利語：Monte Legnone），是意大利的山峰，位於該國北部，由倫巴底大區負責管轄，屬於貝爾加莫阿爾卑斯山脈的一部分，海拔高度2,609米，每年平均降雨量1,851毫米。